# اولگ نویتسکی
اولگ ویکتوروویچ نویتسکی (به انگلیسی: Oleg Viktorovich Novitskiy) فضانورد اهل کشور روسیه است که در ۱۲ اکتبر ۱۹۷۱ میلادی در چروین زاده شد. وی در مأموریت سایوز تی‌ام‌ای-۰۶ام، اکسپدییشن ۳۳، اکسپدییشن ۳۴ حضور داشته است.